# Paradaemonia guianensis
Paradaemonia guianensis är en fjärilsart som beskrevs av Eugène Louis Bouvier 1925. Paradaemonia guianensis ingår i släktet Paradaemonia och familjen påfågelsspinnare. Inga underarter finns listade i Catalogue of Life.